# معاهدة أيناليكافاك
معاهدة أيناليكافاك هي معاهدة وُقعت بين الدولة العثمانية والإمبراطورية الروسية  في 10 مارس عام 1779. كان الاسم الرسمي هو Aynalıkavak سندات التحكيم (). قصر آينالي كواك هو قصر في إسطنبول حيث وقعت المعاهدة.

## خلفية
فقدت الإمبراطورية العثمانية خانية القرم التي كانت تابعة لها منذ 1478 بموجب معاهدة كيتشوك كاينارجي عام 1774، وناشد خان القرم دولت كراي (دولت الرابع)   الباب العالي لتجديد تبعية المنطقة، وهو الاقتراح الذي لم يكن ممكنا في ظل شروط كيتشوك كاينارجي. أجبرت الحكومة الروسية دولت الرابع على التنازل عن العرش بعد علمها بتوسلاته للعثمانيين واستبدلته بخان آخر تحت سيطرتها وهو شاهين كراي، فأعلن العثمانيون أن هذا التدخل الروسي في شبه جزيرة القرم ضد شروط معاهدة كيتشوك كاينارجي.

## المعاهدة
بوساطة السفير الفرنسي، تم توقيع معاهدة أيناليكافاك لحل التوترات المستمرة في شبه جزيرة القرم. شروط المعاهدة:-
1. التصديق على شروط معاهدة كيتشوك كاينارجي.
2. تعهد كلا الدولتين بعدم التدخل في سياسة القرم.
3. تعهد الروس بسحب قواتهم من الخانية خلال ثلاثة أشهر وعشرين يوماً.
4. اعتراف الدولة العثمانية بشاهين كراي كخان للقرم.
5. منح السفن التجارية الروسية  حق المرور الحر في البحر المتوسط.

## فيما بعد
كانت الإمبراطورة الروسية كاترين الثانية تخطط لضم القرم ولكنها كانت على علم بالعواقب المحتملة، فدخلت كاثرين في محادثات مع السويد لضمان أن السويد لن يدخل في تحالف مع العثمانيين في حالة ضم روسيا لشبه جزيرة القرم، وبالفعل ضمت روسيا في نهاية المطاف شبه جزيرة القرم في عام 1783.